# Trophée des champions 2004
Navigation
Lyon 2003 Auxerre 2005
L'édition 2004 du Trophée des champions est la 28e édition du Trophée des champions. Le match oppose l'Olympique lyonnais, champion de France 2003-2004 au Paris Saint-Germain, vainqueur de la Coupe de France 2003-2004. 
Le match arbitré par Gilles Veissière se déroule le 31 juillet 2004 au stade Pierre-de-Coubertin à Cannes. Après une première mi-temps sans but, Giovane Élber ouvre le score pour l'Olympique lyonnais à la cinquante-quatrième minute. Le Paris Saint-Germain égalise à la 79e minute par un but de Fabrice Fiorèse. À la fin du temps réglementaire (90 minutes de jeu), le score est de 1-1. Aucune prolongation n'est jouée. Les Lyonnais s'imposent lors de la séance de tirs au but sur le score de 7 à 6, conservant ainsi leur trophée.

## Feuille de match
Les règles du match sont les suivantes : la durée de la rencontre est de 90 minutes. S'il y a toujours match nul, une séance de tirs au but est réalisée. Trois remplacements sont autorisés pour chaque équipe.
| Titulaires : |  |
| |  |
| 16 Jérôme Alonzo · 5 Bernard Mendy · 24 José-Karl Pierre-Fanfan · 6 Mario Yepes · 22 Sylvain Armand · 11 Fabrice Fiorèse 88e · 14 Édouard Cissé · 17 Jean-Hugues Ateba · 25 Jérôme Rothen · 28 Danijel Ljuboja 79e · 8 Reinaldo 64e · |  |
| Remplaçants : |  |
| 1 Lionel Letizi · 2 Stéphane Pichot · 7 Alioune Touré 79e · 9 Pedro Miguel Pauleta 64e · 18 Selim Benachour 88e · |  |
| Entraîneur : |  |
| Vahid Halilhodžić |  |

| Titulaires : |  |
| |  |
| 1 Grégory Coupet · 12 Anthony Réveillère · 5 Claudio Caçapa · 20 Éric Abidal · 23 Jérémy Berthod · 14 Sidney Govou 78e · 4 Michael Essien · 8 Juninho Pernambucano · 10 Florent Malouda · 13 Pierre-Alain Frau 72e · 9 Giovane Élber 67e · |  |
| Remplaçants : |  |
| 30 Nicolas Puydebois · 6 Florent Balmont 78e · 19 Julien Viale 77e · 21 Bryan Bergougnoux 72e · 27 Johann Truchet · |  |
| Entraîneur : |  |
| Paul Le Guen |  |

| Titulaires : |  |
| |  |
| 16 Jérôme Alonzo · 5 Bernard Mendy · 24 José-Karl Pierre-Fanfan · 6 Mario Yepes · 22 Sylvain Armand · 11 Fabrice Fiorèse 88e · 14 Édouard Cissé · 17 Jean-Hugues Ateba · 25 Jérôme Rothen · 28 Danijel Ljuboja 79e · 8 Reinaldo 64e · |  |
| Remplaçants : |  |
| 1 Lionel Letizi · 2 Stéphane Pichot · 7 Alioune Touré 79e · 9 Pedro Miguel Pauleta 64e · 18 Selim Benachour 88e · |  |
| Entraîneur : |  |
| Vahid Halilhodžić |  |

| Titulaires : |  |
| |  |
| 1 Grégory Coupet · 12 Anthony Réveillère · 5 Claudio Caçapa · 20 Éric Abidal · 23 Jérémy Berthod · 14 Sidney Govou 78e · 4 Michael Essien · 8 Juninho Pernambucano · 10 Florent Malouda · 13 Pierre-Alain Frau 72e · 9 Giovane Élber 67e · |  |
| Remplaçants : |  |
| 30 Nicolas Puydebois · 6 Florent Balmont 78e · 19 Julien Viale 77e · 21 Bryan Bergougnoux 72e · 27 Johann Truchet · |  |
| Entraîneur : |  |
| Paul Le Guen |  |